# Owen D. Young
Owen D. Young (27. října 1874 Stark, Herkimer County, New York – 11. července 1962 St. Augustine, Florida) byl americký podnikatel, právník a diplomat. Na druhé Haagské konferenci o německých reparacích po první světové válce zastupoval USA. Je po něm pojmenován Youngův plán, poslední z reparačních plánů pro Německo, přijatý roku 1930. Roku 1919 založil firmu Radio Corporation of America (RCA) jako dceřinou společnost General Electric a stál v jejím čele až do roku 1929. V letech 1922–1940 a 1942–1945 sloužil jako předseda správní rady General Electric.